# Pasquale Piacenza
Pasquale Piacenza (Casale Monferrato, Piemont, 1816 - 1888) fou un compositor italià.
Fou músic d'un regiment d'infanteria, del que arribà ser músic major. En ocasió de trobar-se el seu regiment destacat a Chambéry Piacenza va aprendre en aquesta ciutat la composició, tenint per professor a un tal Musso, que en aquell temps era mestre de capella de la catedral de la població.
Entre les seves obres cal citar, cal citar les òperes: 
- Il tribunal segreto, Marisella, que aconseguí gran èxit a Torí;
- Cipriano il sarto i Monaldesca, que també foren força aplaudides;

Havent estat nomenat director d'una companyia d'opereta en un teatre de Venècia, va escriure la música d'algunes operetes, com les titulades: L'Isola dei Tulipani, Le donne guerriere, Serafino il Mosso, etc.
També s'ocupà de literatura musical, i publicà: Cenni sulla fabbricazione degli strumenti di ottone i el poema musical humorístic Storia della famiglia semicromatica, del que se'n van fer diverses edicions. També deixà diverses poesies, algunes de caràcter burlesc.